# Mikonkatu
Mikonkatu (suédois : Mikaelsgatan)  est une rue du quartier de Kluuvi au centre d'Helsinki en Finlande. 

## Présentation
Mikonkatu est une rue orientée du Sud au Nord, qui va de l'esplanade au parc de Kaisaniemi et dont une partie importante est piétonne depuis 1992.
La rue est nommée en l'honneur de Michel Pavlovitch de Russie, le frère d'Alexandre Ier. 
De 1909 à 1928, la rue s'appelait officiellement  Mikaelinkatu.

## Croisements du Sud au nord
- Aleksanterinkatu
- Ateneuminkuja
- Yliopistonkatu
- Kaivokatu
- Kaisaniemenkatu
- Vilhonkatu

## Bâtiments de Mikonkatu
Parmi les bâtiments de Mikonkatu citons:
| Adresse | Bâtiment           | Image | Architecte                  |
| 1       | Immeuble Merkurius |       | Selim Arvid Lindqvist       |
| 2       |                    |       | Karl August Wrede           |
| 3       | Pohjola            |       | Gesellius-Lindgren-Saarinen |
| 4       |                    |       | Karl August Wrede           |
| 5       | Magasin Lundqvist  |       | Selim Arvid Lindqvist       |
| 6       |                    |       | Gustaf Nyström              |
| 7       |                    |       | Selim Arvid Lindqvist       |
| 8       | Aikatalo           |       | Eliel Muoniovaara           |
| 9       | Atlas              |       | Jussi Paatela Toivo Paatela |
| 10      | Ateneum            |       |                             |
| 11      | Lackmanin talo     |       |                             |
| 13      |                    |       | Wäinö Gustaf Palmqvist      |
| 15      | Mikonlinna         |       | Valter Jung                 |
| 17      |                    |       | Grahn, Hedman & Wasastjerna |
| 18      | Vilhola            |       | Usko Nyström                |
| 19      | Casino d’Helsinki  |       |                             |
| 20      |                    |       | Sebastian Gripenberg        |
| 21      |                    |       | Kauno Kallio Oiva Kallio    |
| 22      | Joutsela           |       | E. Aarnio                   |
| 23      | SOK                |       | Oiva Kallio                 |

## Galerie

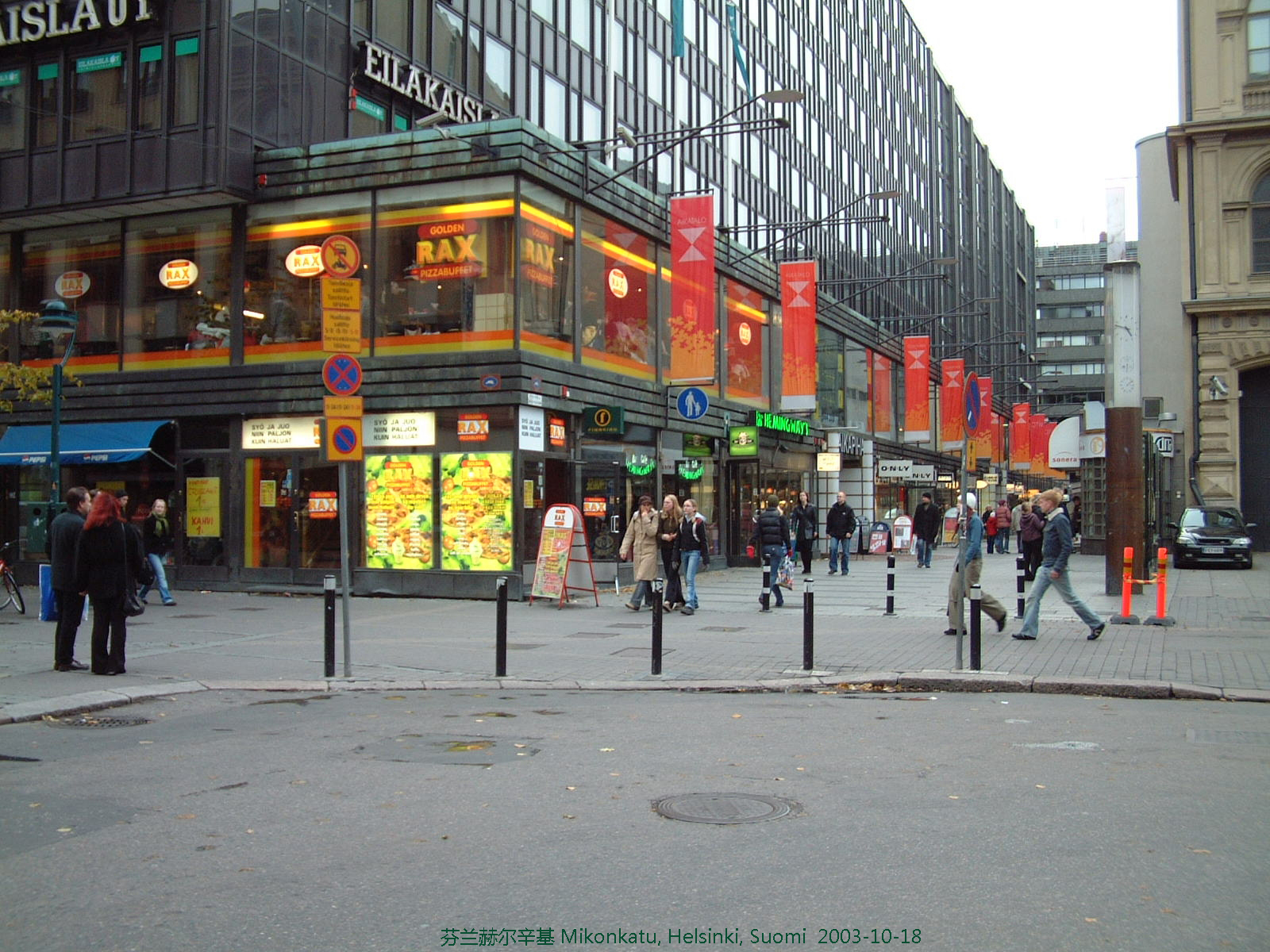
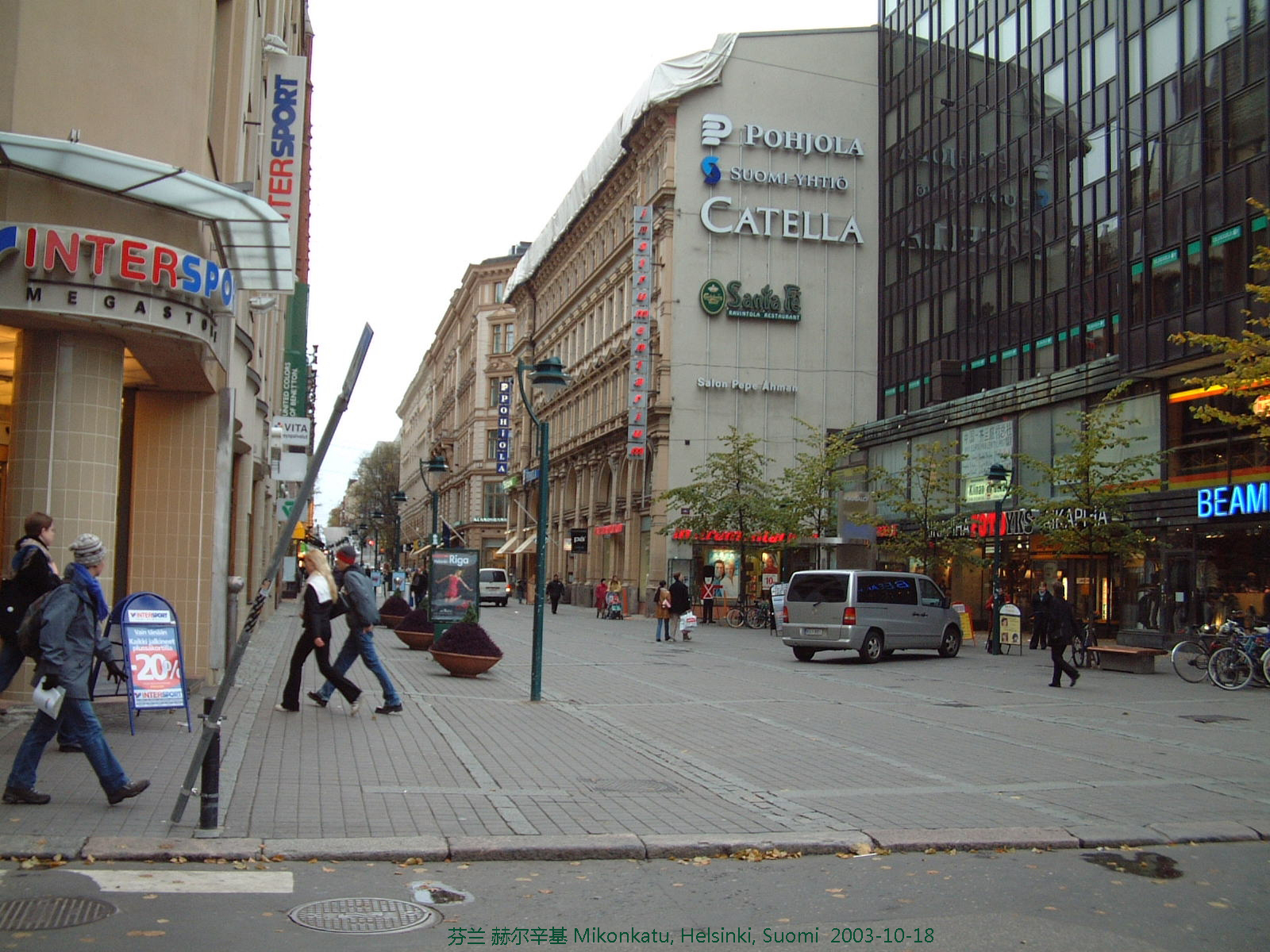